# 新疆生产建设兵团第十三师红星四场
新疆生产建设兵团第十三师红星四场是中华人民共和国新疆生产建设兵团第十三师下辖的一个农场，与新疆维吾尔自治区新星市骆驿镇实行“场镇合一”的管理体制。

## 行政区划
新疆生产建设兵团第十三师红星四场下辖以下单位：
机关社区、一连、二连、三连、四连、五连、六连、七连、牧业连、园艺一场和园艺二场。